# الخدمات الطبية الملكية (الأردن)
الخدمات الطبية الملكية هي الجهة المسؤولة عن تقديم الرعاية الطبية والوقاية الصحية لمنتسبي القوات المسلحة والأجهزة الأمنية والمتقاعدين العسكرين وأسرهم ومن يطلب الخدمة الصحية من الأردنيين أو غيرهم لديها،
وهي الجهة المسؤولة عن المستشفيات والمراكز الطبية العسكرية والمعاهد والكليات الطبية العسكرية في الأردن، وتزويد مختلف وحدات الخدمات الطبية بالأدوية واللوازم والمهمات الطبية وغيرها، إضافة لدور الخدمات الطبية في عملية إعداد وتدريب وتأهيل الأطباء والممرضين من كلا الجنسين، بدأت الخدمات الطبية مهامها سنة 1941، وفي عام 1948 تم تعين أول رئيس للخدمات الطبية وهو الطبيب سليمان النجار.
من مهام الخدمات الطبية أيضاً، عقد عدد من المؤتمرات الطبية داخل الأردن، والمشاركة في عدد من المؤتمرات الطبية خارج الأردن، بالإضافة لدور الخدمات الطبية الهام في تجهيز وإرسال فرق طبية خاصة لبعض الدول الشقيقـة والصديقـة والمشاركة في قوات حفظ السلام والمهمات الإنسانية. تنتشر المستشفيات العسكرية والمراكز الطبية التابعة للخدمات الطبية في مختلف محافظات الأردن.
يرأس الخدمات الطبية الملكية حاليًا العميد الطبيب يوسف زريقات خلفًا للعميد الطبيب عبد الله عميش وذلك منذ تاريخ 26 أكتوبر 2021.

## التاريخ
عندما تأسست إمارة شرق الاردن عام 1927، كانت «دائرة الصحة العامة» للإمارة هي الجهة المسؤولة عن معالجة أفراد وضباط الجيش الأردني وقوات البادية، كان عدد الأفراد في ذلك الوقت 37 ضابطا وما يقارب 793 جندي، كانت «دائرة الصحة العامة» تقوم بزيارات ميدانية للمعسكرات والمخافر وتزودها بمواد الإسعافات الأولية والأدوية، مع وجود طبيب واحد فقط من الجنسية الإنجليزية يجول بسيارته على الوحدات العسكرية ليعالج المصابين والمحتاجين.
عندما توسعت القوات المسلحة الأردنية وزاد عدد أفرادها ووحداتها، تم تعيين الطبيب سليمان النجار وهو لبناني الجنسية ليكون طبيبا للجيش، ووضع تحت تصرفه سيارة ومجموعة من الأدوية لعلاج المرضى، وفي عام 1948 أنشئ أول مركز طبي في بلدة بيتونيا بالقرب مدينة رام الله، وفي عام 1950 تحولت ثكنات قوة حدود شرقي الأردن إلى مستشفى ماركا العسكري. كان معظم أطباء الجیش في ذلك الوقت من الدول العربیة خاصة من لبنان.

## التأسيس
عام 1959 تم تعيین الدكتور عبد السلام المجالي مدیرا للخدمات الطبیة الملكیة، وهو أول مدير أردني يتولى هذا المنصب، وبدأ إرسال الطلاب الأردنیین في بعثات لبریطانیا والجامعة الأمریكیة ببیروت ليكتسبوا الخبرات والعلوم الطبية. ونتيجة للتطور السريع الذي طرأ على الجيش الأردني تطورت الخدمات الطبیة تباعا، لتواكب الزيادة في حجم القوات المسلحة وزيادة عدد أفراده ووحداته. أما أهم إنجازاتها منذ تأسيسها فهي التالي:
- إنشاء مركز تدریب الخدمات الطبیة لكوادر التمریض والمھن المساعدة - 1960

- إنشاء كلیة الأمیرة منى للتمریض. إنشاء مستشفى الزرقاء العسكري- 1962

- البدئ بمعالجة منتفعي الجیش والأمن العام والدفاع المدني والمخابرات العامة والدیوان الملكي - 1963

- إنشاء مستشفى المیدان الأول قرب رام الله - 1966

- إنشاء مستشفى اربد العسكري - 1966

- إجراء أول عملیة صمام قلب وأول عملیة زراعة كلیة - 1972

- بدأ العمل في مدینة الحسین الطبیة - 1973

- إنشاء مركز الملكة علیاء لأمراض وجراحة القلب - 1982

- إنشاء مركز فرح للتأھیل والحروق - 1983

- إنشاء مستشفى الأمیرة ھیا في العقبة ومستشفى الأمیر علي بالكرك - 1977

- إنشاء مستشفى الملكة علیاء شرق عمان - 1987

- إنشاء مركز الأمیرة إیمان للبحوث والعلوم المخبریة - 1988

- إنشاء مركز الملكة رانیا لزراعة الكبد والأعضاء - 1999

- إجراء أول عملیة زراعة كبد - 2004

- إنشاء مستشفى الملكة رانیا للأطفال.- 2010

كما قامت الخدمات الملكية الأردنية بتقديم المساعدات الإنسانیة والطبیة للدول الشقيقة بإرسال المستشفیات المیدانیة والكوادر الطبیة والتمریضیة، وفتح غرف عملیات تحت رایة قوات حفظ السلام التابعة للأمم المتحدة لإغاثة المنكوبین وشعوب مناطق النزاعات المسلحة. قامت الخدمات الملكية أيضا بتدریب الأطباء الأردنیین والعرب والاشتراك في البورد الأردني والعربي. وعقد المؤتمرات والاشتراك في المؤتمرات المحلیة والدولیة.

## المستشفيات العسكرية الرئيسية
- مدينة الحسين الطبية ومستشفياتها[7]
- مستشفى الملكة علياء العسكري
- مجمع الأميرة عائشة بنت الحسين الطبي
- مستشفى الملك طلال العسكري
- مستشفى الأمير راشد بن الحسن العسكري
- مستشفى الأمير هاشم بن الحسين العسكري
- مستشفى الأميرة هيا بنت الحسين العسكري
- مستشفى الأمير علي بن الحسين العسكري
- مستشفى الأمير زيد بن الحسين العسكري
- مستشفى الأمير هاشم بن عبدالله الثاني العسكري

### المــراكــز الطبية
- مركز طبي القويرة العشكري الشامل[7]
- مركز طبي الحسا العسكري الشامل
- مركز طبي معان العسكري الشامل
- مركز صحة المرأة في الجنوب
- مركز طبي مأدبا العسكري الشامل
- مركز طبي ماركا العسكري
- مركز طبي الشوبك العسكري الشامل
- مركز طبي المفرق العسكري الشامل
- مركز طبي صبحا وصبحية العسكري الشامل
- مركز طبي الأزرق العسكري الشامل
- مركز طبي الملازم الشهيد محمد داوود العدوان العسكري
- مركز معالجة الأورام
- المركز التعليمي الوطني للإسعاف و الطوارئ